# المحمودية (الفيوم)
قرية المحمودية هي إحدى القرى التابعة لمركز أطسا في محافظة الفيوم في جمهورية مصر العربية. حسب إحصاءات سنة 2006، بلغ إجمالي السكان في المحمودية 5889 نسمة، منهم 3056 رجل و2833 امرأة.